# Final de la Copa de la UEFA 2007
La final de la Copa de la UEFA 2007 es va jugar el 16 de maig de 2007 a l'estadi de Hampden Park a Glasgow, Escòcia.
En una final entre equips de la lliga espanyola, el Sevilla FC va guanyar el RCD Espanyol per 3 a 1 en el llançament de penals després d'empatar a 2 a la pròrroga. L'equip andalús es convertia així en el primer equip a guanyar la Copa de la UEFA dos anys seguits des que ho féra el Reial Madrid als anys 1985 i 1986.

## Detalls del partit

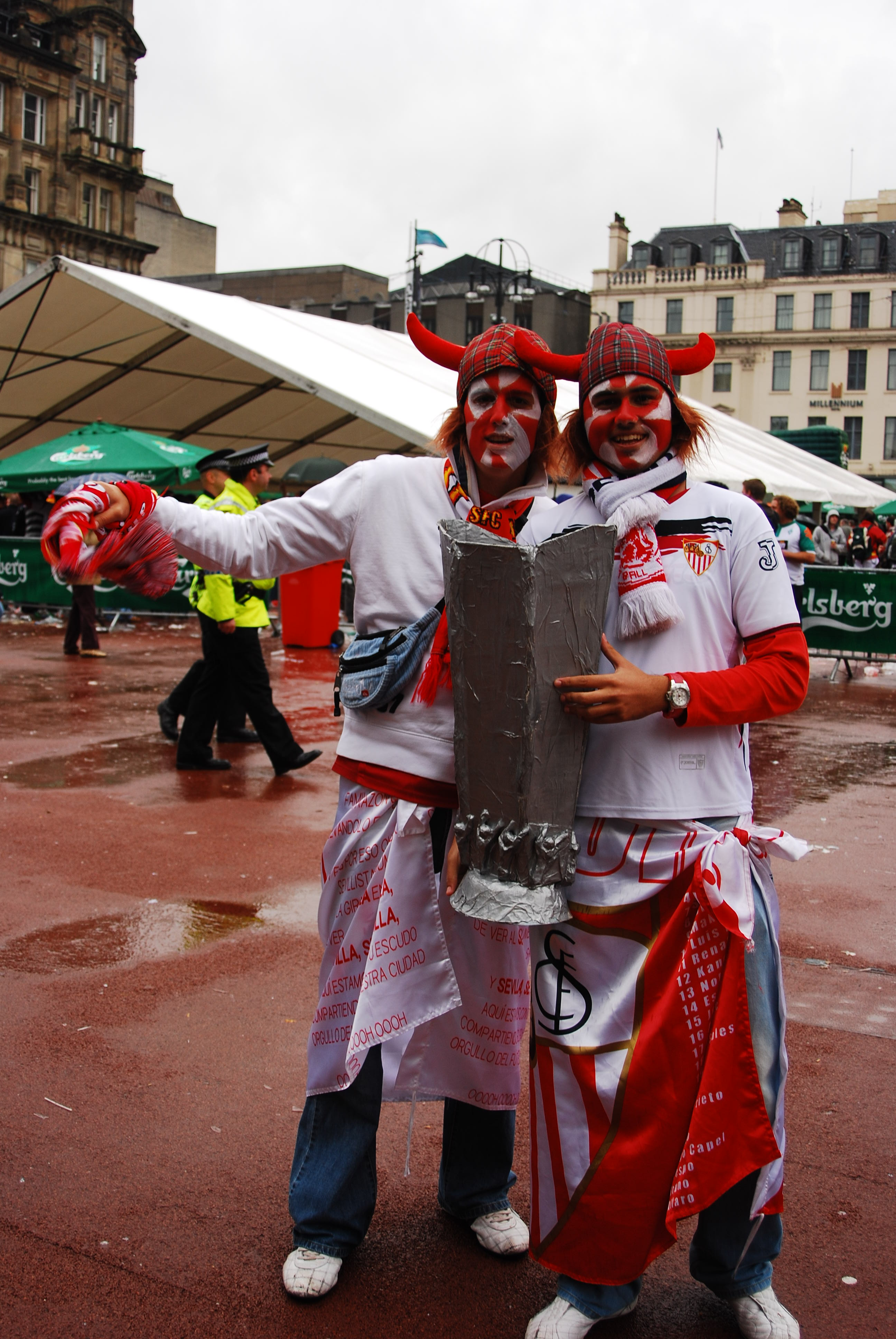
Afeccionats del Sevilla a Glasgow.

| RCD Espanyol             | 2 – 2 (pròrroga) | Sevilla FC                 |
| ------------------------ | ---------------- | -------------------------- |
| Riera 28' · Jônatas 115' | (Informe)        | Adriano 18' · Kanouté 105' |

 Hampden Park, Glasgow
52.000 espectadors
Àrbitre: Massimo Busacca 
|                                                                                                   |       | Penals                                                                         |  |
| Luis García parat pel porter' · Pandiani · Jônatas parat pel porter' · Torrejón parat pel porter' | 1 – 3 | Kanouté · Dragutinović · per sobre el travesser' Daniel Alves · Antonio Puerta |  |

| Espanyol | Sevilla |

| ESPANYOL:        |    |                    |          |     |
|                  |    |                    |          |     |
| GK               | 1  | Gorka Iraizoz      |          |     |
| RB               | 8  | Pablo Zabaleta     |          |     |
| CB               | 19 | Marc Torrejón      |          |     |
| CB               | 21 | Daniel Jarque      |          |     |
| LB               | 3  | David              |          |     |
| DM               | 22 | Moisés Hurtado     | 13', 68' |     |
| RM               | 18 | Francisco Rufete   |          | 56' |
| LM               | 11 | Albert Riera       |          |     |
| AM               | 9  | Iván de la Peña    |          | 87' |
| CF               | 10 | Luis García        |          |     |
| CF               | 23 | Raúl Tamudo (c)    |          | 73' |
| Suplents:        |    |                    |          |     |
| GK               | 25 | Carlos Kameni      |          |     |
| DF               | 4  | Jesús María Lacruz |          | 73' |
| DF               | 30 | Javier Chica       |          |     |
| MF               | 6  | Eduardo Costa      |          |     |
| MF               | 16 | Jônatas            |          | 87' |
| FW               | 7  | Walter Pandiani    |          | 56' |
| FW               | 20 | Ferran Corominas   |          |     |
| Entrenador:      |    |                    |          |     |
| Ernesto Valverde |    |                    |          |     |

| SEVILLA:     |    |                    |      |     |
|              |    |                    |      |     |
| GK           | 1  | Andreu Palop       |      |     |
| RB           | 4  | Daniel Alves       |      |     |
| CB           | 2  | Javi Navarro (c)   |      |     |
| CB           | 16 | Antonio Puerta     | 115' |     |
| LB           | 19 | Ivica Dragutinović |      |     |
| RM           | 18 | José Luis Martí    |      |     |
| CM           | 8  | Christian Poulsen  |      |     |
| LM           | 6  | Adriano            |      | 76' |
| AM           | 25 | Enzo Maresca       |      | 46' |
| CF           | 10 | Luís Fabiano       | 62'  | 64' |
| CF           | 12 | Frédéric Kanouté   | 82'  |     |
| Suplents:    |    |                    |      |     |
| GK           | 13 | David Cobeño       |      |     |
| DF           | 3  | David Castedo      |      |     |
| DF           | 20 | Aitor Ocio         |      |     |
| MF           | 11 | Renato             |      | 76' |
| MF           | 15 | Jesús Navas        |      | 46' |
| FW           | 7  | Javier Chevantón   |      |     |
| FW           | 9  | Aleksandr Kerjakov |      | 64' |
| Entrenador:  |    |                    |      |     |
| Juande Ramos |    |                    |      |     |

| Home del partit: Andreu Palop (Sevilla FC) Arbitres assistents: Matthias Arnet Stéphane Cuhat Quart àrbitre: Carlo Bertolini |

## Estadístiques del partit
|                    | Espanyol | Sevilla |
| ------------------ | -------- | ------- |
| Gols               | 2        | 2       |
| Xuts totals        | 15       | 28      |
| Xuts a porteria    | 9        | 9       |
| Possessió          | 43%      | 57%     |
| Corners            | 10       | 14      |
| Faltes cotmeses    | 23       | 15      |
| Fores de joc       | 0        | 4       |
| Targetes grogues   | 1        | 3       |
| Targetes vermelles | 1        | 0       |